# Frédéric Vandewalle
Frédéric Vandewalle (5 juli 1912 – 5 november 1994) was een Belgisch militair en diplomaat in Congo. Hij had grote invloed in de jaren voor en na de Congolese onafhankelijkheid. Hij organiseerde mee de Katangese secessie en leidde tijdens de Congocrisis de veldtocht tegen de Simba's (de zogenaamde Ommegang). Zijn aandeel in de moord op Lumumba is voorwerp van debat tussen historici.

## Levensloop
Vandewalle vervoegde in 1937 de Force Publique, waar hij een tweetal decennia diende en de graad van kolonel behaalde. Van 1957 tot begin 1960 was hij hoofd van de staatsveiligheid in de kolonie. Na de Dipenda werd hij in januari 1961 naar Elisabethstad gestuurd. In opdracht van de Belgische belangen organiseerde hij mede de Katangese secessie. Hij behoorde tot de vertrouwenskring van premier Moïse Tshombe en had grote invloed. Over zijn rol bij de moord op Lumumba op 17 januari bestaat geen volledige duidelijkheid. Vrij zeker is dat hij de hand had in de overbrenging van Lumumba, Mpolo et Okito naar Elisabethville en hun overlevering aan de Katangese gendarmerie. Kort na de moord werd Vandewalle officieel commandant van die gendarmerie, klaarblijkelijk om te voorkomen dat de Fransman Trinquier die functie zou opnemen. Onmiddellijk nam hij het neerslaan van de Balubakat-rebellie ter hand, die Tshombes regime bedreigde. Op 17 oktober werd de kolonel ook diplomaat toen hij het Belgische consulaat overnam van Henri Créner.
Na het einde van de secessie keerde Vandewalle in maart 1963 terug naar België. Hij werd met alle égards ontvangen en mocht op audiëntie bij koning Boudewijn. Tshombe kon in 1964 terugkeren als premier van Congo onder president Joseph Kasavubu, maar het ongeregelde Armée nationale congolaise (ANC) kon het land niet onder controle houden en verloor het oosten aan de Simba's. Op 5 augustus 1964 veroverden de rebellen Stanleystad. Diezelfde dag ontving Belgisch minister van buitenlandse zaken Paul-Henri Spaak een persoonlijke brief van Tshombe die aandrong op de terugkeer van Vandewalle. Op 7 augustus vertrok de kolonel naar Congo om persoonlijk raadgever te worden van Tshombe. Hij kreeg op 28 augustus het bevel over de herovering van het opstandige gebied (met akkoord van generaal Joseph Mobutu) en mocht daartoe gebruik maken van buitenlandse troepen (waaronder Cubaanse ballingen gesponsord door de CIA, Belgische militairen en de circa 350 blanke huurlingen van Mike Hoare, samen ruim 2.000 man). Vandewalles nieuwe eenheid, de 5de Gemechaniseerde Brigade, werd gevormd in Kamina en gecommandeerd door 65 Belgische officieren die nagenoeg allemaal een verleden hadden in de Force Publique. Hij zorgde ook voor 65 Congolese officieren en onderofficieren, die hij paravents noemde. Daarnaast beschikte zijn brigade over een paar duizend soldaten van het ANC. De Amerikanen en de Belgen zorgden voor de bewapening, maar niet voor de beloofde transportvoertuigen. Een vervoerscolonne werd dan maar bijeengeraapt uit door de VN achtergelaten pantserwagens, vrachtwagens gekocht bij George Forrest en opgelapte jeeps, een allegaartje dat door Vandewalle werd bedacht met de naam Ommegang. De brigade rukte op naar Stanleystad in een gecoördineerde actie met de Amerikaans-Belgische Operatie Rode Draak. Na deze overwinning nam Vandewalles eenheid ook de rest van het door de Simba's beheerste gebied in.
In 1966 raakte Vandewalle ernstig gewond in een auto-ongeval waarin zijn vrouw het leven liet. Hij herstelde en begon uitgebreid te schrijven over zijn Congolese ervaringen. Ook verscheen hij op televisie: RTB-journalist Henri-François Van Aal wijdde een uitzending van Télé-mémoires congolaises aan een interview met de kolonel (1970). Weg van de schijnwerpers getuigde hij aan het CegeSoma. Vandewalle schreef zijn memoires over de Katangese periode neer in dertien deeltjes die op kleine oplage verschenen (Mille et quatre jours). Hij had daarbij de beschikking over de papieren van stafchef Jacques Bartelous en consul Henri Créner, die hij zelf uit Afrika had meegenomen. Volgens Ludo De Witte geven de memoires blijk van grote openhartigheid, omdat ze geschreven zijn in een tijd van neokoloniaal overwinningsgevoel. De experts van de parlementaire onderzoekscommissie naar de moord op Lumumba hechtten daarentegen minder waarde aan de memoires omdat Vandewalle naar hun oordeel niet zo goed geïnformeerd was als hij liet uitschijnen en op enkele cruciale momenten merkwaardige vergissingen maakte.
Het Fonds Frédéric Vandewalle wordt bewaard door het AfricaMuseum van Tervuren.

## Onderscheiding
- Commandeur in de Leopoldsorde (1963)

## Publicaties
- "Les mutineries au Congo Belge", in: Zaïre, 1947, nr. 5, p. 487-514
- "Deuxième note au sujet des mutineries au Congo Belge", in: Zaïre, 1948, nr. 2, p. 905-906
- Congo 1960-1964. Conférence donnée à Arlon le 6 juin 1968 à l'Ecole d'infanterie, 1968
- L'Ommegang. Odyssée et reconquête de Stanleyville, 1964. Témoignage africain, 1970
- Les Rapports secrets de la Sûreté congolaise (1959-1960), 1973, 2 dln. (met Jacques Brassinne de la Buissière)
- Mille et quatre jours. Contes du Zaïre et du Shaba, 1975-1977, 13 dln.
- Une ténébreuse affaire, ou Roger Trinquier au Katanga, 1979
- "A propos de la gendarmerie katangaise" in: Bulletin trimestriel du CRAOCA, 1987, nr. 1, p. 65-92

## Voetnoten
1. ↑  Quanten, Kris (2014). Operatie Rode Draak. Manteau, Antwerpen, p. 109. ISBN 978-90-223-3076-0. Gearchiveerd op 2 juni 2021. Geraadpleegd op 30 mei 2021.
2. ↑  Frank Villafana, Cold War in the Congo. The Confrontation of Cuban Military Forces, 1960-1967, 2017, p. 76-77
3. ↑  Interview door Jean Vanwelkenhuyzen, 22 februari 1972
4. ↑  Ludo De Witte, De moord op Lumumba, 1999, p. 50-51
5. ↑  Verslag van de parlementaire onderzoekscommissie belast met het vaststellen van de precieze omstandigheden waarin Patrice Lumumba werd vermoord en van de eventuele betrokkenheid daarbij van Belgische politici, 16 november 2001, vol. I (pdf), p. 262